# 劉詩昆
劉 詩昆（りゅう しこん、Liu Shikun、1939年3月8日 - ）は、中国の作曲家、ピアニスト。

## 略歴
天津市出身。幼いころからピアノを学び、1951年に中央音楽学院附属中学に入学した。1956年、ブダペスト国際音楽コンクールで第3位を獲得。1957年に中央音楽学院に入学し、翌年のチャイコフスキー国際コンクールで第2位を獲得した。1960年よりモスクワ音楽院の大学院に留学した。1962年に帰国後は中央音楽学院の教壇に立った。
また作曲も行い、作品には『青年ピアノ協奏曲』（孫亦林・潘一鳴・黄暁飛と共作）、《戦台風ピアノ協奏曲》（郭志鴻らと共作）などがある。
しかし文化大革命が始まると、紅衛兵達に腕や指を折られ、5年間監禁され、妻の葉向真（葉剣英の娘）と離婚を余儀なくされるなどの迫害を受けた。
その後、香港に移住したが、2009年に妻の蓋燕を襲撃して負傷させたとして、逮捕・起訴された。
3度結婚しており、最初の妻は映画監督、2番目は21歳下のアナウンサー、3番目は37歳下のピアニストである。現在の妻と81歳で子供を儲け、話題となった。

## 作品
〈ピアノ独奏曲〉
- 公社社員喜洋洋(1966年）（楽譜：鋼琴曲選（少年児童）人民音楽出版社　1981年）
- 迎来春色換人間（京劇≪智取威虎山≫選段）（劉詩昆、儲望華、郭志鴻による改編）（楽譜：北京の中央音楽学院の図書館に収蔵）
- 戦台風（原曲：王昌元。劉詩昆、郭志鴻による改編）（楽譜：鋼琴曲集（中国現代作品　第一集　佳声出版社　1979年）
- 白毛女即興曲　（楽譜は未出版。存在しない？）
- 序曲与舞曲（黄安倫の原曲を改編）（楽譜は未出版。存在しない？。なお黄安倫の同名の原曲は「鋼琴曲選」人民音楽出版社　1981年に収録）

〈ピアノ協奏曲〉
- 青年鋼琴協奏曲（孫亦林、潘一鳴、黄暁飛との合作。1950年代末）（楽譜：青年鋼琴協奏曲　音楽出版社　1961年）
- 戦台風（1975年）（原曲：王昌元。劉詩昆、郭志鴻、施万春、王燕樵による改編）

## ＣＤ
- 中国音楽大師経典　劉詩昆　（太平洋影音公司　PCD-6153）（劉詩昆の演奏によるリスト、ショパン、モーツァルト、パデレフスキーの作品を収録）
- 中国著名演奏家録音珍版典蔵　珍蔵劉詩昆　（中国唱片上海公司　HCD－0915）（劉詩昆の演奏によるリスト、チャイコフスキーのピアノ協奏曲、ベートーベンのピアノ協奏曲第５番などヨーロッパの作品。また「青年鋼琴協奏曲」、「白毛女即興曲」などの中国作品などを収録）
- 牧童短笛（中国唱片公司　CCD-1414）中国の作品８曲の中に劉詩昆演奏による「白毛女即興曲」と「戦台風」が収録されている。）
- フランツ・リスト：ピアノ協奏曲第1番 (リスト)　小澤征爾指揮、ボストン交響楽団演奏、1979年、フィリップス・レコード（小澤征爾とボストン交響楽団による中国公演の中で収録）